# Zichy István (politikus)
Zicsi és vázsonykői Zichy István Ferenc János József Hippolit Kázmér, latinul: Stephen Franz Iohannes Ioseph Hyppolit Kasimir Zichy de Zich et Waschon (Zichyújfalu, 1865. április 8. – Zichyújfalu, 1921. június 14.) magyar politikus, országgyűlési képviselő.

## Élete
1865. április 8-án született Puszta-Ujfaluban (1898-tól Zichyújfalu) gróf Zichy Nepomuk János és báró Földváry Júlia gyermekeként. Testvére, Kázmér 1868-ban született. 1884-ben jeles érettségit tett Székesfehérvárott a ciszterciek híres Szent István főgimnáziumában, választott tanszakja a jogtudomány volt. Járt a bécsi bécsi 
Theresianum gimnáziumába is. Középiskolai tanulmányai befejezése után a budapesti tudományegyetem jogi karának hallgatója lett, majd hosszabb külföldi tanulmányúton vett részt.
1895. január 21-én Budapesten házasságot kötött Péchy Margittal (1875–1950).
Később nagyobb európai körutat tett, majd birtokai kezelését vette át. 1910-ben a mezőkövesdi kerület nemzeti munkáspárti programmal országgyűlési képviselővé választotta. Mandátuma lejárta után birtokaira vonult vissza gazdálkodni.
Zichyújfaluban halt meg 1921. június 14-én, június 16-án temették el a zichyújfalui temetőben.

## Családja
Péchy Margittól három gyermeke született: 
- János István (1895–1972)
- Sándor (1902–1920)
- Antal (1902–1909)

## További irodalom
- Gudenus János József: A magyarországi főnemesség XX. századi genealógiája. Bp., 1990–1999. 5.